# The Boys of Summer (canción)
«The Boys of Summer» es una canción interpretada por Don Henley. Fue lanzada como el primer sencillo del álbum Building the Perfect Beast. La canción fue escrita por Henley y la música fue compuesta por el guitarrista Mike Campbell de Tom Petty and the Heartbreakers. Henley ganó el Premio Grammy a la mejor interpretación vocal rock masculina en 1986 por la canción.
La canción fue un gran éxito alcanzando la posición 5 en el Billboard Hot 100 y el primer puesto en el Mainstream Rock Tracks. «The Boys of Summer» también tuvo éxito en el Reino Unido, alcanzando el puesto 12 en el UK Singles Chart. Rolling Stone ubicó la canción en la posición 416 en la lista de las 500 mejores canciones de todos los tiempos.

## Historia
El título de la canción es una referencia al libro de 1972 The Boys of Summer de Roger Kahn. El libro narra la historia de los Brooklyn Dodgers de 1952. Kahn se mantuvo en contacto con los miembros del equipo durante 20 años y en el libro describe como sus vidas cambiaron con el paso del tiempo. La canción trata sobre la brevedad de la juventud y la transición a la adultez. Así mismo también narra la historia de un "amor de verano" y como quedó en el pasado.
En una entrevista en 1987 con Rolling Stone, Henley explicó que la canción era sobre envejecer y cuestionar el pasado, un tema recurrente en canciones de Henley como «The End of the Innocence» y «Taking You Home».

## Video musical
El videoclip de la canción fue dirigido por Jean-Baptiste Mondino. Filmado en blanco y negro, el video muestra al personaje principal en tres diferentes etapas de su vida: como un niño, como un adolescente y como un adulto. El niño fue interpretado por Josh Paul, quien al igual que Henley era zurdo. Henley puede ser visto manejando un descapotable mientras canta.
El video ganó el Premio al video del año en los MTV Video Music Awards 1985. También ganó los premios a mejor director, mejor dirección de arte y mejor cinematografía.

## Listas de popularidad
| Lista (1984-1985)                 | Posición más alta |
| --------------------------------- | ----------------- |
| Billboard Hot 100                 | 5                 |
| Billboard Mainstream Rock Tracks  | 3                 |
| Irish Singles Chart               | 7                 |
| Nederlandse Top 40 (Países Bajos) | 26                |
| UK Singles Chart                  | 12                |

## Versión de DJ Sammy
DJ Sammy realizó una versión de la canción junto a Loona. Fue lanzado en 2002 como el tercer sencillo del álbum Heaven.

### Video musical
El video musical muestra a DJ Sammy conduciendo un Mercedes-Benz 190 SL en una carretera junto a la costa y a Lonna cantando mientras varios jóvenes juegan en la playa. Sammy llega a una fiesta en la playa y encuentra a una conocida al final del video.

### Listas de popularidad
| Lista (2002-2003)                 | Posición más alta |
| --------------------------------- | ----------------- |
| Australian Singles Chart          | 9                 |
| Billboard Hot Dance Singles Sales | 5                 |
| Irish Singles Chart               | 15                |
| Nederlandse Top 40 (Países Bajos) | 19                |
| New Zealand Singles Chart         | 3                 |
| Swiss Record Charts               | 36                |
| Ultratop 50 (Flandes)             | 20                |
| UK Singles Chart                  | 2                 |
| Ö3 Austria Top 40                 | 49                |

## Versión de The Ataris
En 2003, la banda de rock The Ataris lanzó un cóver de la canción como el segundo sencillo de su álbum So Long, Astoria. En la versión de The Ataris, se reemplazó la referencia al "sticker de los Deadhead" por "sticker de Black Flag" en honor a la banda punk de los años 1980.

### Listas de popularidad
| Lista (2003)                     | Posición más alta |
| -------------------------------- | ----------------- |
| Australian Singles Chart         | 24                |
| Billboard Hot 100                | 20                |
| Billboard Mainstream Rock Tracks | 36                |
| Billboard Modern Rock Tracks     | 2                 |
| New Zealand Singles Chart        | 17                |
| Swiss Record Charts              | 87                |
| UK Singles Chart                 | 49                |

## Otras versiones
Varios artistas han realizado versiones de «The Boys of Summer», incluyendo a The Hooters (en Time Stand Still), Sara Johnston (en Sleeper) y Bree Sharp (en More B.S.).